# 电视系统
电视系统（英語：Television System）在加拿大是指一组由共同所有权、品牌和电视节目的电视台所组成的集团；但是由于某些原因，它们并不符合根据加拿大法律所定义的“电视网”所必需的要求。由于“电视系统”并没有相应的法律定义，而且由于大多数的观众和广播公司通常将具有共同品牌或节目制作的电视台称之为“电视网”而不管两者之间的内部结构有什么不同，因此这两种实体之间的区别一般并不十分清楚。事实上，“电视系统”这个名词很少在加拿大电视爱好者社区以外的地方被讨论。在加拿大，一个“电视网”必须至少满足下列两个要求之一才行。
- 它是依据加拿大广播电视及通讯委员会所颁发的电视网许可证而运营，这个许可证可以是全国性；也可以是专门针对法语用户集中的魁北克省的省级性质。目前有四个这样的电视网在运营中，分别是：CBC电视网、加拿大法语电视网、TVA电视网和魁北克省的V电视网。此外，尽管加拿大原住民电视台在2013年被归类为专业频道，但它依然在加拿大某些农村地区继续运营着电视台[1]。
- 它拥有近乎覆盖全国且必须完整覆盖加拿大的主要人口中心地区的地面电视网或等效的强制性有线电视覆盖。在上文四个电视网之外符合本条件的电视网有CTV电视网、环球电视网和城市电视网三家。

如果某个电视台集团不符合上述两个条件中的任何一个，那么就只能被称之为“电视系统”。
在加拿大的实际现状中，电视系统主要是指：
1. 具有共同品牌的小型电视台集团，例如：CTV2电视系统、多元文化电视系统等。
2. 大型电视网中的区域性电视台集团，例如：CTV大西洋系统（英语：CTV Atlantic）、CTV北安大略系统（英语：CTV Northern Ontario）、CBC北部系统（英语：CBC North）等。这些电视台在法律上被许可为多个电视台，但实际上却以单个电视台的形式进行联合电视制作、品牌推广及广告销售。

电视系统与电视网的区别主要在于覆盖范围，电视网基本覆盖加拿大所有电视市场，但电视系统通常仅覆盖少数几个电视市场。同时，电视系统也不会像电视网那样提供某些类型的电视节目，例如：全国性的新闻节目，这通常是电视网才会提供。
最后，电视系统参与站在播放联播节目时，参与站的数量是会变化的。虽然CTV2系统（以前还包括环球电视系统、指挥棒系统和城市电视系统）通常维持类似于电视网的节目编排和调度惯例（如参与台是持教育电视或民族电视类牌照的专业频道则会有时进行变更）；但是多元文化电视系统和十字路口电视系统中的部分电视台的节目编排和调度上，通常在各个电视台之间存在很大差异。后者电视系统有时主要用作通用格式和品牌定位，仅提供的有限的节目编排。
电视系统的概念不应该与双寡头电视台相混淆，尽管有些独立电视台可能同时属于上述这两种形式。而且服务于同一省或地区内多个电视市场的始发台站既不是电视网也不是电视系统，而是单个的电视台。尽管这些电视台的所有者可能将其描述为电视系统，例如多伦多的多元文化电视台CFMT-DT在其成为多元文化电视系统前的1990年代就这么做过。此外还有位于汉密尔顿的独立电视台CHCH-DT在安大略省有多个转播台，并通过这些转播台实现覆盖全省的新闻和娱乐节目及广告的联播，但其主要收视市场还是汉密尔顿和金马蹄地区及周边地区。因此它依然是单个的电视台，而不是电视系统或电视网。

## 历史
电视系统这个术语可能最早出现于1990年代。当时的新兴电视台站所有者加西环球传播公司在其旗下电视台站推行了通用的节目编排，它将这个编排称之为“加西环球电视系统”并安排成为这些电视台的次要品牌。不久之后，指挥棒电视系统作为一个连接次要加盟台站的品牌组建了电视台集团。从这个意义上讲，术语“系统”旨在给人以完整的电视网服务的印象，而没有与加拿大广播电视及通讯委员会所颁发的网络许可证上附加的相关任何监管职责，例如加强播出加拿大内容的要求。但是，与当今的电视系统非常相似，与诸如CTV电视网、CBC电视网等完全版“电视网”相比，加西环球电视系统和指挥棒电视系统都在收视人群相对较少的电视市场中运行。
加西环球电视系统随后更名为环球电视网，这是位于帕里斯的CIII电视台自1974年开播以来所使用的品牌。环球电视网内各大加盟台除了新闻节目和某些替代节目外，基本保持节目同步联播。但是，环球电视网迄今仍未向加拿大广播电视及通讯委员会申请电视网执照。而指挥棒电视系统在随后并入到了CTV电视网中，CTV电视网在2001年取得了电视网执照。实际上，根据《加拿大广播法》的定义，“电视网”是由和电视台所有者不同的另一家公司在电视台推行节目联播编排的运营方式。由于CTV电视网和环球电视网都拥有自己的电视台且几乎服务于整个加拿大，因此电视网牌照相对就是多余的。尽管如此，加拿大广播电视及通讯委员会现在也以过去监管电视网的标准来监管这样的“电视集团”。
基于其全国影响力和附属电视台之间节目编排的差异性有限，尽管不符合法律定义，但环球电视网和CTV电视网都还是被媒体和公众视为“电视网”。
一段时间以来，CTV电视网在自己不拥有加盟台站的少数电视市场中，其节目是通过它所拥有的电视网牌照进入这些市场的。而环球电视网的做法则是将这些节目的广播权贩售给这些地区的本地电视台站。需要注意的是，这里的付费指的是电视台站为节目付费，而不是传统典型的北美电视网中的付费频道。

## 现况
| 现存的电视系统 主要系统 CTV2系统 多元文化电视系统 Yes电视系统 （ 英语 ： Yes TV） 区域系统 CTV大西洋系统 （ 英语 ： CTV Atlantic） CTV北安大略系统 （ 英语 ： CTV Northern Ontario） CBC北部系统 （ 英语 ： CBC North） 大西部电视系统 （ 英语 ： Great West Television） | 曾经的电视系统 已合并或关停 A电视系统 （ 英语 ： A-Channel） 指挥棒电视系统 （ 英语 ： Baton Broadcast System） E！电视系统 （ 英语 ： E! (Canadian TV system)） 欢乐电视系统 （ 英语 ： Joytv） 中部加拿大电视系统 （ 英语 ： Mid-Canada Communications） 北部电视系统 （ 英语 ： Northern Television） 佩索尼克电视系统 （ 英语 ： Réseau Pathonic） 升级为电视网 城市电视网 环球电视网 （原名“加西环球电视系统”） |

## 脚注
1. ↑  . 加拿大政府. 加拿大广播电视及通讯委员会.   [2020-05-04]. （原始内容存档于2019-12-01）.
2. ↑  . 加拿大政府.   [2020-05-04]. （原始内容存档于2020-04-25）.
3. ↑  . 加拿大广播电视及通讯委员会.   [2020-05-05]. （原始内容存档于2020-07-29）.